# Jeffreytief
Koordinaten: 38° 0′ 0″ S, 133° 0′ 0″ O
Das Jeffreytief ist ein Meerestief im südöstlichen Teil des Indischen Ozeans und mit 5998 m Meerestiefe die tiefste Stelle des Südaustralischen Beckens.
Das Jeffreytief befindet sich im nordöstlichen Teil des zuvor genannten Tiefseebeckens südwestlich des Spencer-Golfs bzw. der Känguru-Insel, eine Insel südwestlich von Adelaide, von der das Meerestief etwa 350 km entfernt ist. Nördlich der Jeffreytiefe breitet sich die äußerst weitläufige Große Australische Bucht aus. Es liegt zwischen 38° und 39° südlicher Breite und 133° und 134° östlicher Länge.